# Grand Prix 1923

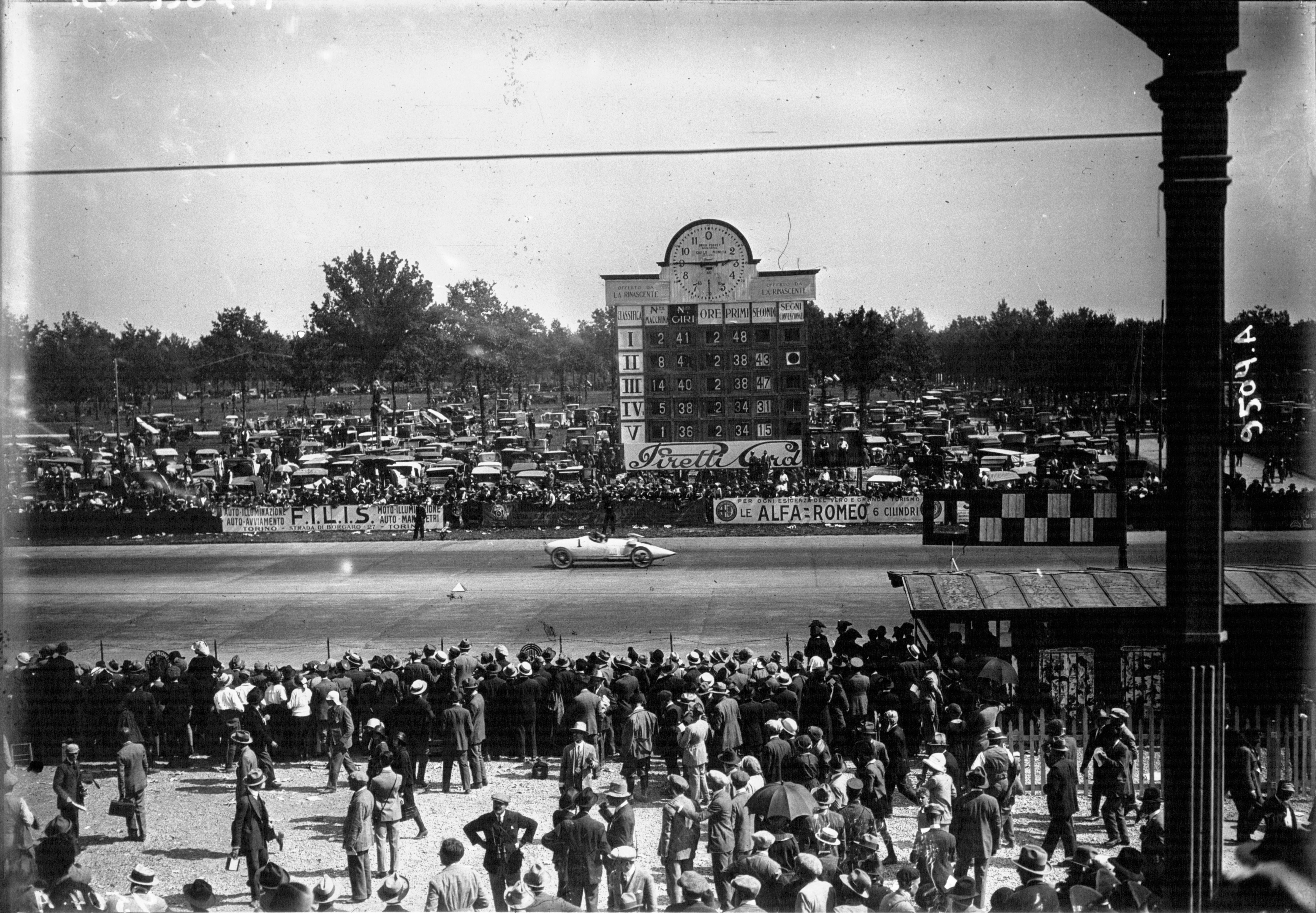
Start och målrakan i Italien.

Grand Prix-säsongen 1923 ingick för första gången Indianapolis 500 som en Grand Épreuve-tävling. Tävlingen i Italien räknades även som Europas Grand Prix.

## Grand Prix
| Grand Prix                             | Bana         | Datum       | Vinnande förare | Vinnande konstruktör |
| -------------------------------------- | ------------ | ----------- | --------------- | -------------------- |
| Indianapolis 500                       | Indianapolis | 30 maj      | Tommy Milton    | Miller               |
| Frankrikes Grand Prix                  | Tours        | 15 juli     | Henry Segrave   | Sunbeam              |
| Italiens Grand Prix/Europas Grand Prix | Monza        | 9 september | Carlo Salamano  | FIAT                 |